# Aline et Cathy
Aline et Cathy, ou Kate et Allie au Québec, (Kate and Allie) est une série télévisée américaine en 122 épisodes de 25 minutes, créée par Sherry Coben et diffusée entre le 19 mars 1984 et le 22 mai 1989 sur le réseau CBS.
En France, la série a été diffusée à partir du 4 mai 1987 sur Antenne 2 puis rediffusée sur M6, et au Québec à partir du 3 septembre 1987 sur le réseau TVA.

## Synopsis
Cette série met en scène deux amies d'enfance qui, après leurs divorces, décident de partager un logement à New York, avec leurs enfants.

## Distribution
- Susan Saint James (VF : Régine Blaess) : Cathy « Kate » McArdle
- Jane Curtin (VF : Danielle Volle) : Aline « Allie » Lowell
- Ari Meyers (VF : Laurence Crouzet) : Emma McArdle
- Frederick Koehler (VF : Brigitte Lecordier) : Chip Lowell
- Allison Smith (VF : Dorothée Jemma) : Jennie Lowell
- Elizabeth Parrish : Evelyn

## Production
Au départ, Aline et Cathy est une courte série de 6 épisodes diffusée sur CBS en milieu de saison. Mais les critiques élogieuses et les bonnes audiences du premier épisode (ayant obtenu la 4e meilleure audience de la semaine) ont convaincu la chaîne de réaliser une saison entière pour l'automne 1984.

## Récompenses
- Emmy de la meilleure actrice dans une série comique 1984 pour Jane Curtin
- Emmy de la meilleure actrice dans une série comique 1985 pour Jane Curtin